# Hot RingMasters
Hot RingMasters — еженедельный хит-парад США, публикуемый журналом Billboard, включающий в себя самые продаваемые рингтоны. Первый выпуск чарта был опубликован 9 декабря 2006 года. Хит-парад составляется при помощи системы сбора данных Nielsen Mobile RingScan. Hot RingMasters состоит из 40 позиций.
Hot RingMasters заменил собой чарт Hot Ringtones, включавший в себя самые популярные полифонические рингтоны.